# Leucospis niticoxa
Leucospis niticoxa är en stekelart som beskrevs av Boucek 1974. Leucospis niticoxa ingår i släktet Leucospis och familjen Leucospidae. Inga underarter finns listade i Catalogue of Life.